# Dendrimer
Dendrimerer er store syntetiske molekyler med egenskaber, der kan efterligner biologiske molekylers egenskaber.  Dendrimerer kaldes også arboroler og kaskademolekyler.

## Eksterne links
1. ↑  "Kunstigt supermolekyle skal bekæmpe kræft, gigt og herpes. Videnskab.dk". Arkiveret fra originalen 4. marts 2016. Hentet 10. januar 2013.
2. ↑  Dendrimers, Dendrons, and Dendritic Polymers, Discovery, Applications and the Future